# 大手まんぢゅう

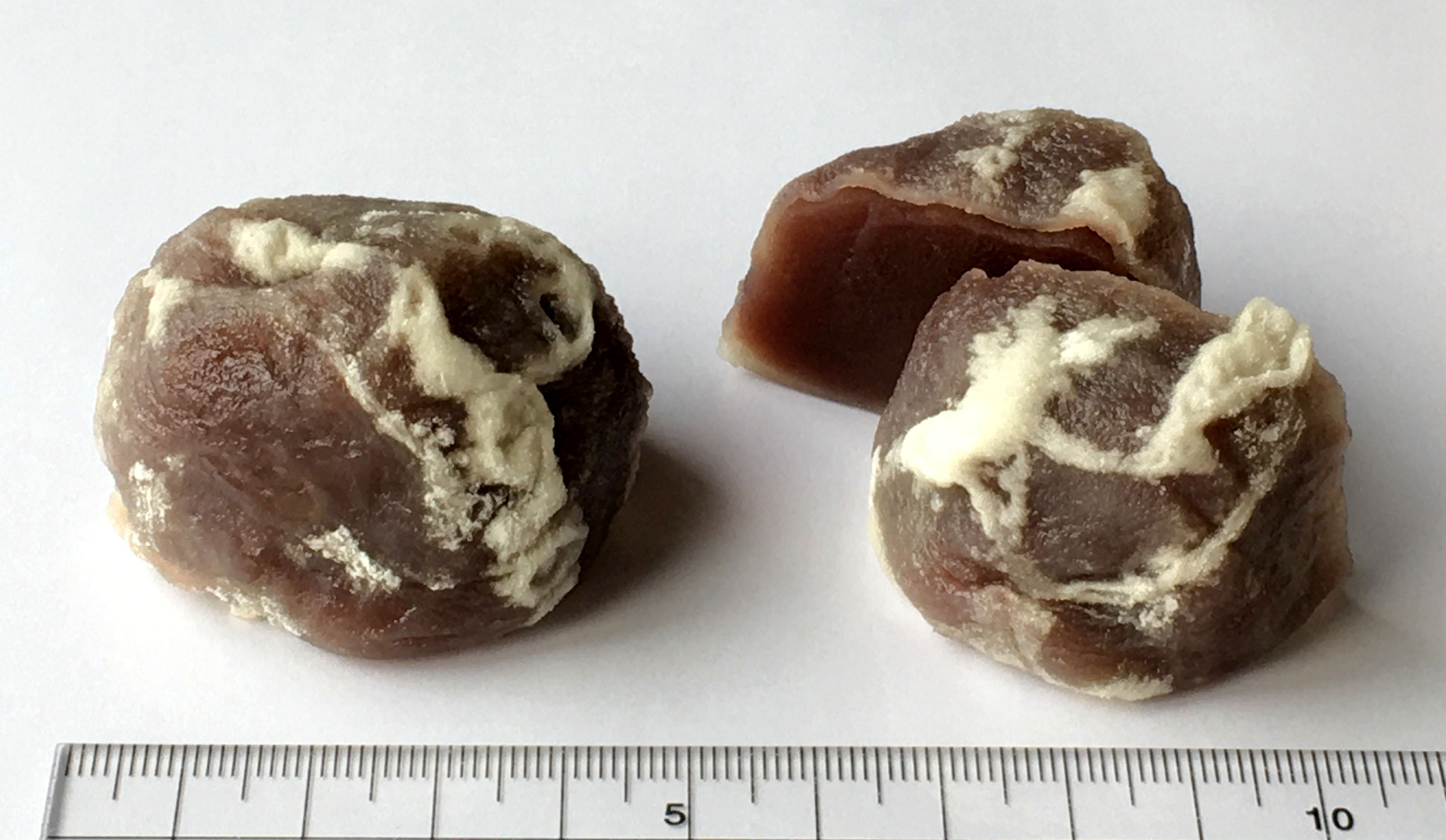
大手まんぢゅう

大手まんぢゅう（おおてまんじゅう）は、岡山市の菓子舗・大手饅頭伊部屋が製造する和菓子（饅頭）。岡山市の土産菓子（銘菓）である。「大手」の略称でも呼ばれる。福島県の薄皮饅頭、東京都の志ほせ饅頭と合わせて日本三大饅頭の1つとされることがある。

## 解説
薄皮の酒饅頭であり、饅頭の表面随所で餡の黒色が透けて見える外見を持つ。1980年代以降、饅頭のひとつひとつが巾着を思わせる紙箱に包まれた形で提供されている。大手饅頭伊部屋は最中も製造しているが、今でも売り上げの9割以上が大手まんぢゅうである。皮はまず備前米を材料として糀（こうじ）から作り、もち米などを加えて日数をかけながら甘酒とし、これに小麦粉を混ぜて発酵させて生地としている。一方で餡は北海道産小豆を白双糖で練った漉し餡で、これを薄皮で包んで蒸し上げている。
岡山市の土産菓子としては、吉備団子に比べ対外的な知名度では劣るが、岡山市民を中心として非常に愛着を持たれている菓子であり、日常の贈答には多頻度で使われる。いわゆる「紅白饅頭」「葬式饅頭」もこの大手まんぢゅうであることが多い。また、岡山市民が県外に土産品として持ってゆくことが多く、土産品売り場において吉備団子を買う者は他地区の者、大手まんぢゅうを買う者は地元の者とはっきり分かれる傾向にある。また、できたての温かいものは特に人気があり、売り場でもその表示がされることもあり、温かい饅頭を指名買いをする者も少なくない。

## 歴史
1837年（天保8年）に創業した大手饅頭は、岡山城大手門の近くに店を構えていたことから、その饅頭を好んだ当時の岡山藩第7代藩主の池田斉敏からその名を授かり、その後も池田氏代々の藩主が愛好した。
岡山市出身の小説家・内田百閒も大手まんぢゅうが大好物であった。百閒は大手まんぢゅうについて随筆でも幾度となく言及しており、大手まんぢゅうになら「押しつぶされてもいい」とまで書いている。
現在も本店は旧岡山城下町であった岡山市北区京橋町にあるが、製造工場は現在は同市中区雄町に構えている。これは、名水百選にも選ばれた「雄町の冷泉」の水を大手まんぢゅう製造に生かすためである。